# Hugues Obry
Hugues Obry (Enghien-les-Bains, 19 maggio 1973) è un ex schermidore francese, vincitore di una medaglia d'oro e due d'argento nella scherma ai giochi olimpici.

## Palmarès
In carriera ha conseguito i seguenti risultati:
- Giochi olimpici

Sydney 2000: argento nella spada individuale ed a squadre.
Atene 2004: oro nella spada a squadre.
- Mondiali di scherma

L'Aia 1995: argento nella spada a squadre.
La Chaux de Fonds 1998: oro nella spada individuale ed argento a squadre.
Seul 1999: oro nella spada a squadre.
Nimes 2001: bronzo nella spada a squadre.
Lisbona 2002: oro nella spada a squadre.
- Europei di scherma

Plovdiv 1998: oro nella spada individuale ed argento a squadre.
Bolzano 1999: argento nella spada a squadre.
Bourges 2003: oro nella spada a squadre e bronzo individuale.